# 谢茹
谢茹（1968年7月—），女，浙江奉化人，中华人民共和国政治人物，无党派人士。

## 生平
南昌大学经济学专业毕业，中国社会科学院研究生院金融学专业硕士、江西财经大学工商管理学院产业经济学专业经济学博士学历。历任江西省社会科学院助理研究员、副研究员、研究员，农村经济研究所副所长；浮梁县副县长、景德镇市副市长；江西省社会主义学院院长等职。2008年1月当选江西省人民政府副省长。2018年1月，当选第十三届全国政协委员、江西省政协副主席。